# Modri pinot
Módri pinót, tudi módri burgúndec (francosko pinot noir [pinó nuár], črni pinot) je rdeča sorta vinske trte iz rodu Vitis vinifera, namenjena predvsem izdelovanju vina.
Trta modrega pinota je vzgajana v različnih predelih sveta, vendar je večinoma povezovana s francosko regijo Burgundija. Pridelava vina iz te trte je prvič omenjena pred več kot 2000 leti. Ampelografi navajajo, da je francoski pinot noir prednik vseh vrst pinotov oziroma burgundcev (sem sodijo seveda tudi bele sorte).
V Sloveniji trta uspeva predvsem v štajerskem in primorskem vinorodnem okolišu.
Grozd modrega pinota je majhen, valjast in zbit. Okročle ali jajčaste jagode imajo tanko kožico in so temno vijoličaste barve. Listje je srednje veliko, okroglasto in tri ali petdelno. Po gornji strani je mehurjasto. Zaradi kompaktnega grozda je modri pinot bolj podvržen boleznim, še posebej gnilobi.
Vino je običajno rubinasto rdeče barve z vijoličastim odtenkom, ki ob staranju dobi rjavkasti odtenek. Lahko je tudi svetlejše rdeče ali rdečkaste barve, odvisno od načina tehnologije pridelave. Vinarji vino včasih pred stekleničenjem starajo v lesenih sodih. Vino modri pinot ima visoko alkoholno stopnjo, ki je po navadi okoli 12 % ter tipično svojstveno plemenito cvetico, ki spominja včasih na mandeljne ali robidnice z izrazitim sadnim vonjem in žametnim okusom. Polno, bogato aromo dopolnjuje srednje visoka kislinska stopnja in prijetna trpkost. Vse te lastnosti delajo modri pinot primerno vino za staranje. Pogosto ga izdelujejo tudi kot Barrique.
Odlično se poda k pikantnim sirom, perutnini, rdečemu mesu, pa tudi h gobam.